# Hydrowax
Hydrowax ist eine paraffinische (alkanreiche) Fraktion aus dem Hydrocracker mit niedrigem Stickstoff-, Schwefel- und Nickelgehalt. Der Siedebereich liegt zwischen 340 und ~560 °C.
Es gibt verschiedene Möglichkeiten, den Paraffingehalt des Hydrowax zu quantifizieren. Eine ist der BMCI (Bureau of Mines Correlation Index). Der BMCI hat einen Wert von 0 für Hexan und einen Wert von 100 für Benzol. Je niedriger der BMCI, desto besser eignet sich das Hydrowax als Einsatzprodukt für Steamcracker.
Es stellt für die Steamcracker ein sogenanntes vorteilhaftes Einsatzprodukt (Advantaged Feedstock) dar. Die Ausbeute ähnelt der eines Naphtha-Crackers. Beim Steamcracken von Hydrowax gibt es im Vergleich zum Naphtha-Cracken jedoch mehr Ethylen-Cracker-Rückstand (ECR), weniger Pyrolysebenzin und weniger Wasserstoff.

## Markenname
HydroWax ist auch ein registrierter Markenname und ein benutztes Warenzeichen der Firma Sasol Wax für wasserbasierte Wachsdispersionen und Ölemulsionen aus synthetischen und natürlichen Wachsen und Ölen oder deren Mischungen zur Anwendung in industriellen Bereichen wie z. B. Farben & Lacke, Papier & Verpackungen, Chemie & Blender, Bauindustrie und Isoliermaterialien sowie in Holzwerkstoffen.